# بيتر مينويت
بيتر مينويت Peter Minuit (ولد في فيزل سنة 1594 - توفي في سانت كريستوفر ونيفيس وأنغيلا Saint Christopher, Nevis en Anguilla أغسطس 1638) هولندي، كان ثالث حاكم لـ نيو نذرلاند أصبح مشهورا لشرائه جزيرة مانهاتن من الهنود الأمريكان سنة 1626 بـ 60 خولده هولندي.